# 拜基夫齊 (特諾皮爾州)
49°33′37″N 25°41′14″E / 49.56028°N 25.68722°E
拜基夫齊（羅馬化：Baikivtsi）是位於烏克蘭西部特諾皮爾州特諾皮爾區的村莊，面積2.17平方公里，海拔高度296米，2016年人口2,299，人口密度每平方公里597.2人。